# شجرة مقدسة

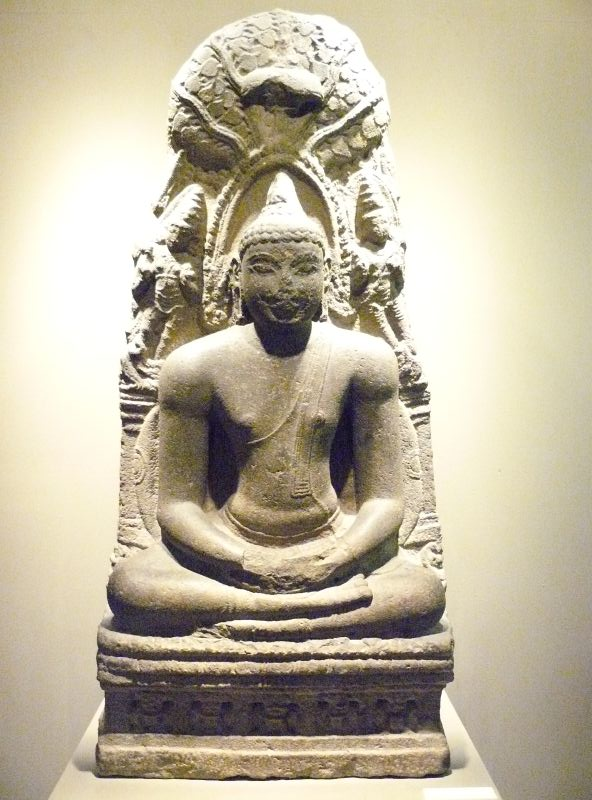
تمثال بوذا وهو يتأمل تحت شجرة مها بودي في بود جايا، الهند.

الشجرة المُقدَّسة أو المُطهَّرة أو الربانية أو الإلهية (بالإنجليزية: Sacred tree)‏، هي شجرة تعتبر مقدسة، أو تستحق الاحترام أو التبجيل الروحي. تظهر مثل هذه الأشجار عبر تاريخ العالم في ثقافات مختلفة بما في ذلك الأساطير الهندوسية القديمة والأساطير اليونانية والسلتية والجرمانية. كما أنها لا تزال تحمل معنى عميقًا في الثقافة المعاصرة في أماكن مثل اليابان (شجرة شينبوكو)، وكوريا (دانغسان نامو)، والهند (شجرة بودي)، والفلبين، وغيرها. وعبادة الأشجار هي جزء أساسي من الأديان التي تشتمل على جوانب أرواحية كعناصر أساسية في معتقداتها، وهذا الاعتقاد هو اعتقاد البيئة الصديقة القائل بأن الأشجار والغابات والأنهار والجبال وما إلى ذلك لها قوة حياة ("أنيما anime" أي حية) وتحتاج إلى الحفاظ عليها واستخدامها بطريقة مستدامة.

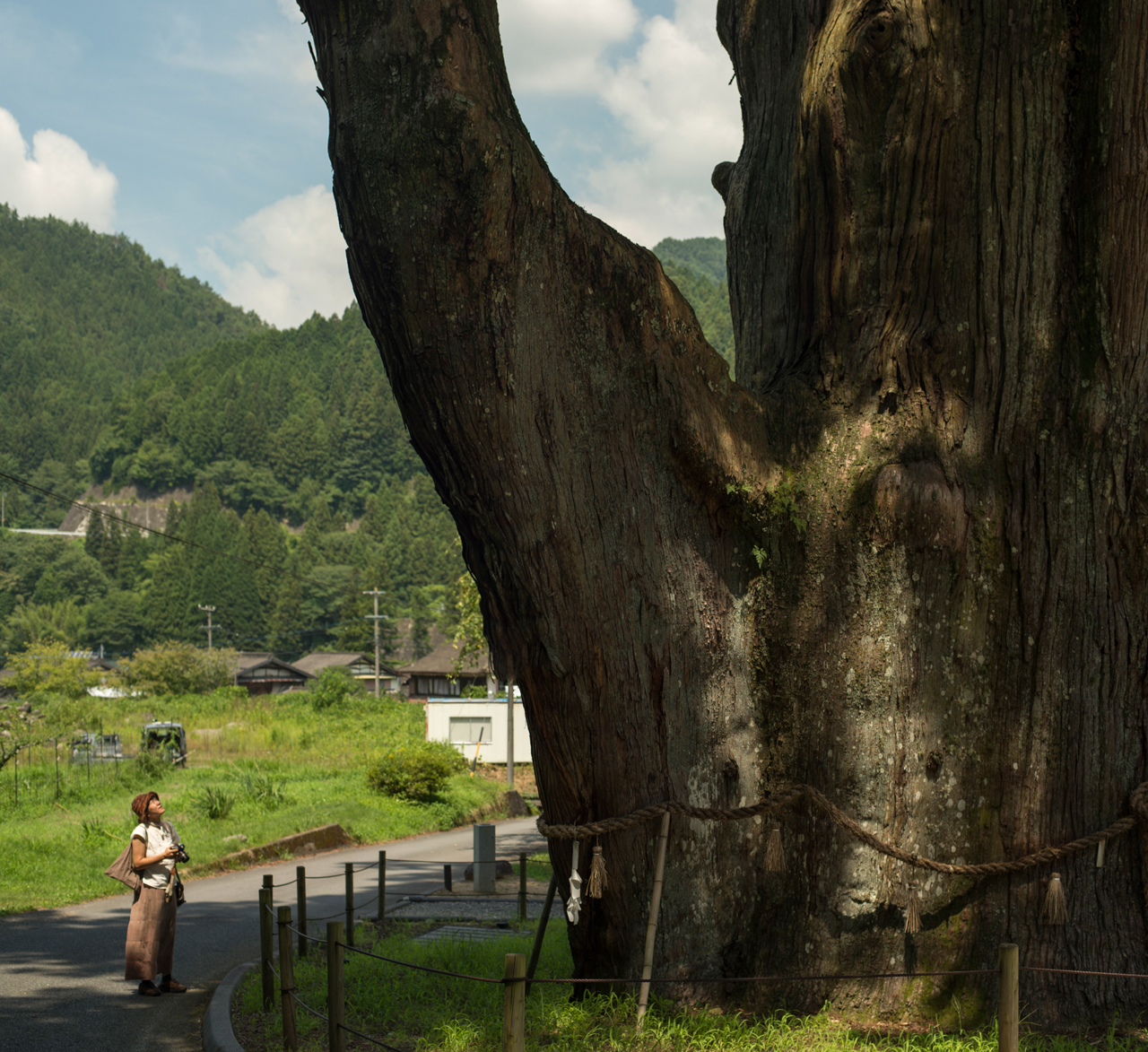
تسوكيسي نو أوسوجي (Tsukise no Osugi) هي شجرة مقدسة عمرها 1800 عام في محافظة ناغانو اليابانية.

ومن الأمثلة على الأهمية المستمرة للأشجار المقدسة في الثقافة الحضرية المعاصرة هو نبات الكافور الذي يبلغ عمره 700 عام والذي ينمو في وسط محطة كاياشيما. واحتج السكان المحليون على نقل الشجرة عندما كان لا بد من توسيع محطة السكة الحديدية، لذلك تم بناء المحطة حولها. شجرة بانيان المقدسة هي الشجرة الوطنية للهند، كما أن شجرة بودي التي يقال إن بوذا تأمل تحتها في بود جايا، تحظى أيضًا بالتبجيل باعتبارها مقدسة. تُزرع الأشجار المقدسة أحيانًا في البساتين المقدسة، والتي يمكن أن تحتوي أيضًا على نوع آخر من الأشجار أيضًا.

## الأشجار المقدسة في ديانات العالم

### الديانات الوثنية الأوروبية

#### الكلتية أو القلطية
تعتبر العديد من أنواع الأشجار الموجودة في الدول السلتية مقدسة، سواء كرموز، أو بسبب خصائصها الطبية، أو لأنها تعتبر مسكنًا لبعض أرواح الطبيعة. تاريخيًا وفي الفولكلور، يختلف الاحترام الممنوح للأشجار في أجزاء مختلفة من العالم السلتي. غالبًا ما تشير عبارة "شجرة الجنيات" في جزيرة مان إلى الشجرة الأكبر سنًا.

#### الجرمانية
تلعب الأشجار دورًا خاصًا في الوثنية الجرمانية والأساطير الجرمانية، سواء كانت فردية (أشجار مقدسة) أم في مجموعات (بساتين مقدسة). يُلاحظ الدور المركزي للأشجار في الديانة الجرمانية في الرويات المكتوبة المبكرة حول الشعوب الجرمانية، إذ ذكر المؤرخ الروماني تاسيتس أن ممارسات العبادة الجرمانية انحصرت في البساتين بدلًا من المعابد.

#### الصربية
تعتبر شجرة زابيس (запис- Zapis) الشجرة المقدسة في التقاليد الصربية، فهي تحمي القرية التي تقع ضمن حدودها. تصبح الشجرة المختارة زابيس من خلال طقوس التكريس التي يؤديها كاهن أرثوذكسي صربي، حيث يتم نقش صليب على لحائها. يتم اختيار الزابي من الأشجار الكبيرة، وخاصة البلوط، ولكن أيضًا الدردار والرماد وكستناء الحصان والزيزفون كبير الأوراق وأشجار الجوز وأشجار الموروس والزان وأشجار التفاح وأشجار الكمثرى والبندق. قد يتم نصب صليب كبير، غالبًا ما يكون مصنوعًا من الحجر، بجانب الزابي، وقد يتم تسييج المنطقة المحيطة. للزابيس حرمتها: من المعتقد أن مصيبة كبيرة ستحل بأي شخص يجرؤ على قطعها. ويحرم تسلقها والنوم تحتها وقطف ثمارها وأغصانها. وحتى الأغصان والثمار التي تسقط من الشجرة لا ينبغي جمعها. قد يكون للقرية أكثر من زابيس: الزابي الرئيسي في المستوطنة أو بالقرب منها، والعديد من الزابي الأخرى في حقول القرية، يتم اختيارها عادةً بحيث تحيط بالمستوطنة.

### المسيحية
تعتبر العديد من الأشجار والبساتين والحدائق مقدسة في المسيحية. كما تبنى العديد من المسيحيين ممارسة تبجيل الأشجار دائمة الخضرة في مهرجانات الشتاء في ديسمبر. كانت هذه ممارسة شائعة بسبب الاعتقاد بأن النباتات دائمة الخضرة لها حياة طويلة وسيتم قطعها والتزيين بها. في النهاية أصبحت هذه الممارسة جزءًا من عيد الميلاد المسيحي. أبرزها الجثسيماني، الموقع الذي تعرض فيه يسوع للخيانة على يد يهوذا الإسخريوطي (العذاب في البستان) وفقًا للكتاب المقدس. وبذلك أصبحت الحديقة موقعًا مشتركًا للحج. أصبح القديسون المرتبطون بأشجار ومواقع محددة أيضًا مواقع للحج في المسيحية المُبكرة.

### الديانات الهندية

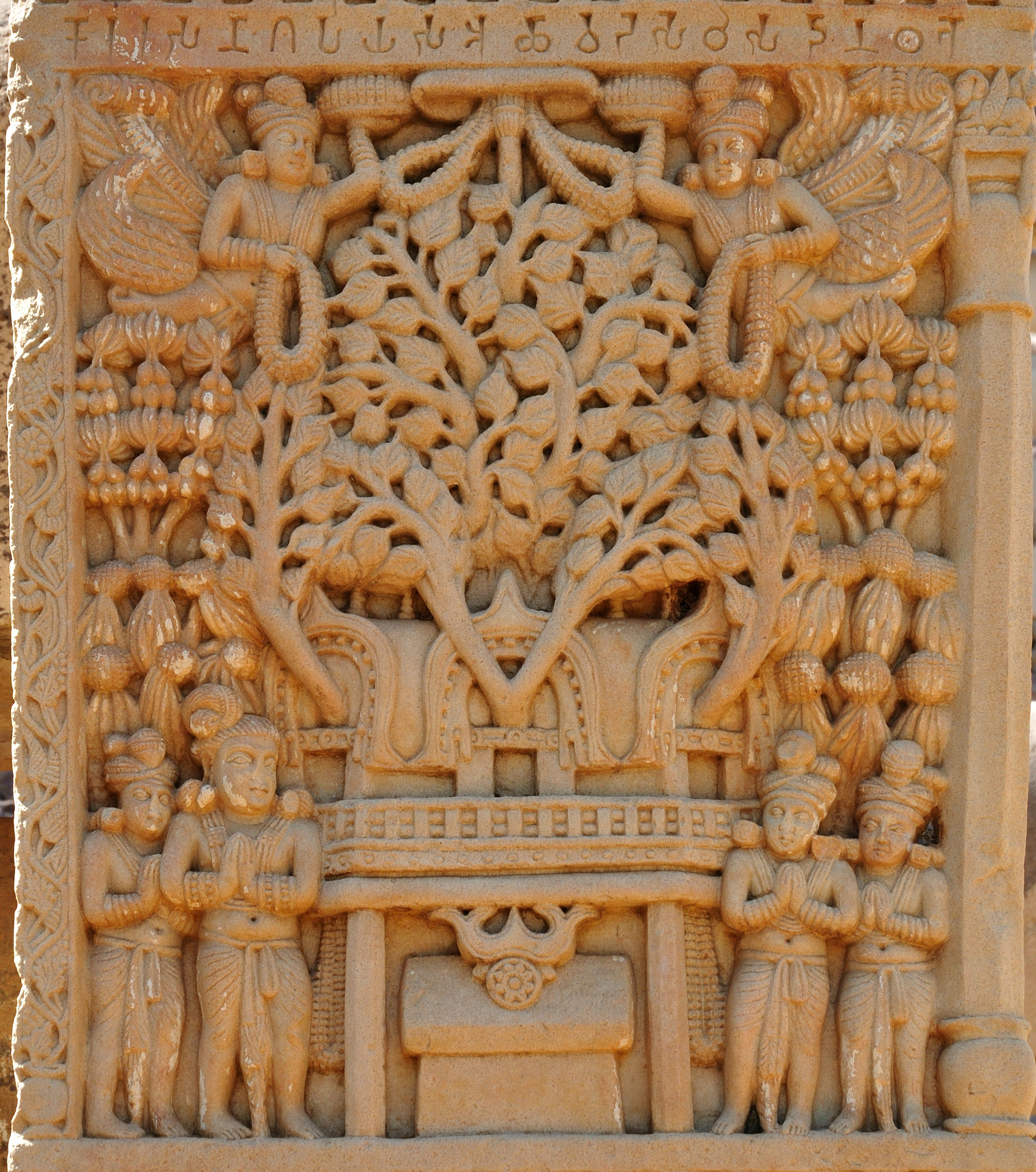
نحت حجري يعود تاريخه إلى القرن الأول الميلادي، لمعبد الشجرة في بود جايا في الهند، حول شجرة بودي المقدسة.

في الديانات الدارمية (ذات الأصل الهندي)، مثل: الهندوسية والبوذية والجاينية والسيخية، تعتبر البيئة، مثل الأشجار والأنهار والحيوانات والجبال، أشياء مقدسة ومبجلة مرتبطة بالعبادة. وهناك العديد من البساتين المقدسة في الهند. في المعتقد الهندوسي، فإن كالبافريكشا هي شجرة تحقق الأمنيات. وبالإضافة إلى أشجار بانتشفاتي الموصوفة أدناه، تشمل الأشجار المقدسة الأخرى أنواعًا مثل أكشايافات (شجرة التين المقدسة)، وأوراق الموز، وكادامبا، وباريجات، وخشب الصندل. تحظى شجرة بودي (بانيان) بالتبجيل بشكل خاص، وهناك العديد من أشجار البانيان الكبيرة في الهند. ماتسيا بورانا، وهو نص هندوسي، يحتوي على شلوكا (ترنيمة) باللغة السنسكريتية، يوضح أهمية تقديس البيئة في الهندوسية، إذ جاء فيه: «البركة بعشر آبار، والخزان بعشرة خزانات، والولد بعشرة خزانات، والشجرة بعشرة أبناء».

#### بساتين تريفيني
تريفيني عبارة عن بستان مكون من 3 أشجار محددة مقدسة للديانات ذات الأصل الهندي (الهندوسية والبوذية واليانية)، وهي فاتا (اللبخ الهندي، بانيان)، أشفاتثا (اللبخ الديني، بيبال) ونيمبا (أزادراختا إنديكا، النيم).

#### بساتين بانشافاتي

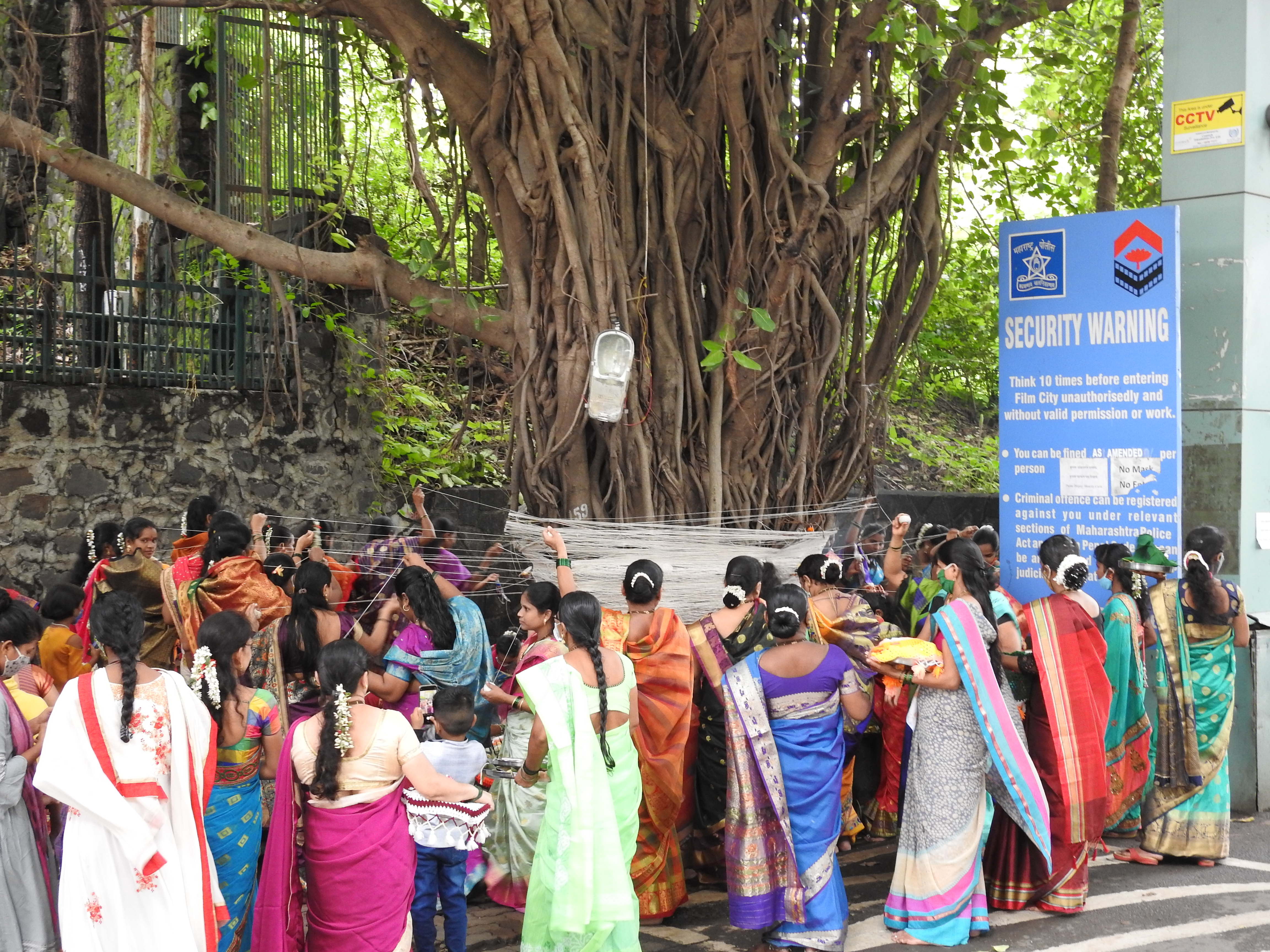
خلال مهرجان فات بورنيما، تقوم النساء المتزوجات بربط الخيوط حول شجرة أثأب.

بانتشافاتي، هي بساتين مكونة من خمس أشجار مقدسة لدى الديانات ذات الأصل الهندي، مثل الهندوسية والبوذية واليانية. يوجد في بانتشفاتي خمسة أنواع من الأشجار المقدسة، ولكن هناك أكثر من خمسة أنواع من الأشجار التي تعتبر مقدسة وتشكل جزءًا من بانتشافاتي. الأشجار المقدسة المستخدمة في البانشافاتي هي فاتا (اللبخ البنغالي، بانيان)، أشفاتا (اللبخ الديني، بيبال)، بيلفا (إيجل مارميلوس، سفرجل البنغال)، أمالاكي (فيلانثوس إمبليكا، عنب الثعلب الهندي، أملا)، أشوكا (ساراكا أسوكا، أشوك) ، أودومبارا (اللبخ راسيموزا، التين العنقودي، الجولي)، نيمبا (أزاديراشتا إنديكا، نيم) والشامي (بروسوبيس سبايسيجيرا، المسكيت الهندي).
بدأت إدارة الغابات بولاية هاريانا برنامجًا على مستوى الولاية لزراعة بساتين بانتشافاتي في كل قرية، والتي سيتم زراعتها على طول المعابد والبرك والأراضي المشتركة. اعتبارًا من عام 2021، تم تحديد الأراضي في القرى لزراعة هذه البساتين والتي سيتم الاعتناء بها من قبل أهالي القرية. داخل كل بستان، سيتم زراعة البيبال في الشرق، وبانيان في الشمال، وبيل في الوسط، وأملا في الغرب، وشجرة أشوكا في الجنوب.

#### النباتات المقدسة
تشمل الفواكه والنباتات المقدسة البايل وعشب الكوشا والتولسي، والزهور مثل اللوتس والشامباكا وجوز الهند والبان (ورقة البتال) وأوراق الموز وما إلى ذلك هي أيضًا مقدسة. تتم زراعة نبات التولسي في الهند لأغراض الطب الديني والتقليدي، وكذلك لزيته العطري. يستخدم على نطاق واسع كشاي عشبي، ويستخدم بشكل شائع في الأيورفيدا، وله مكان في تقليد فايشنافا الهندوسي، حيث يؤدي المصلون العبادة التي تتضمن نباتات أو أوراق الريحان المقدسة. وتشمل الزهور المقدسة اللوتس والشامباكا والقطيفة.

### اليابانية

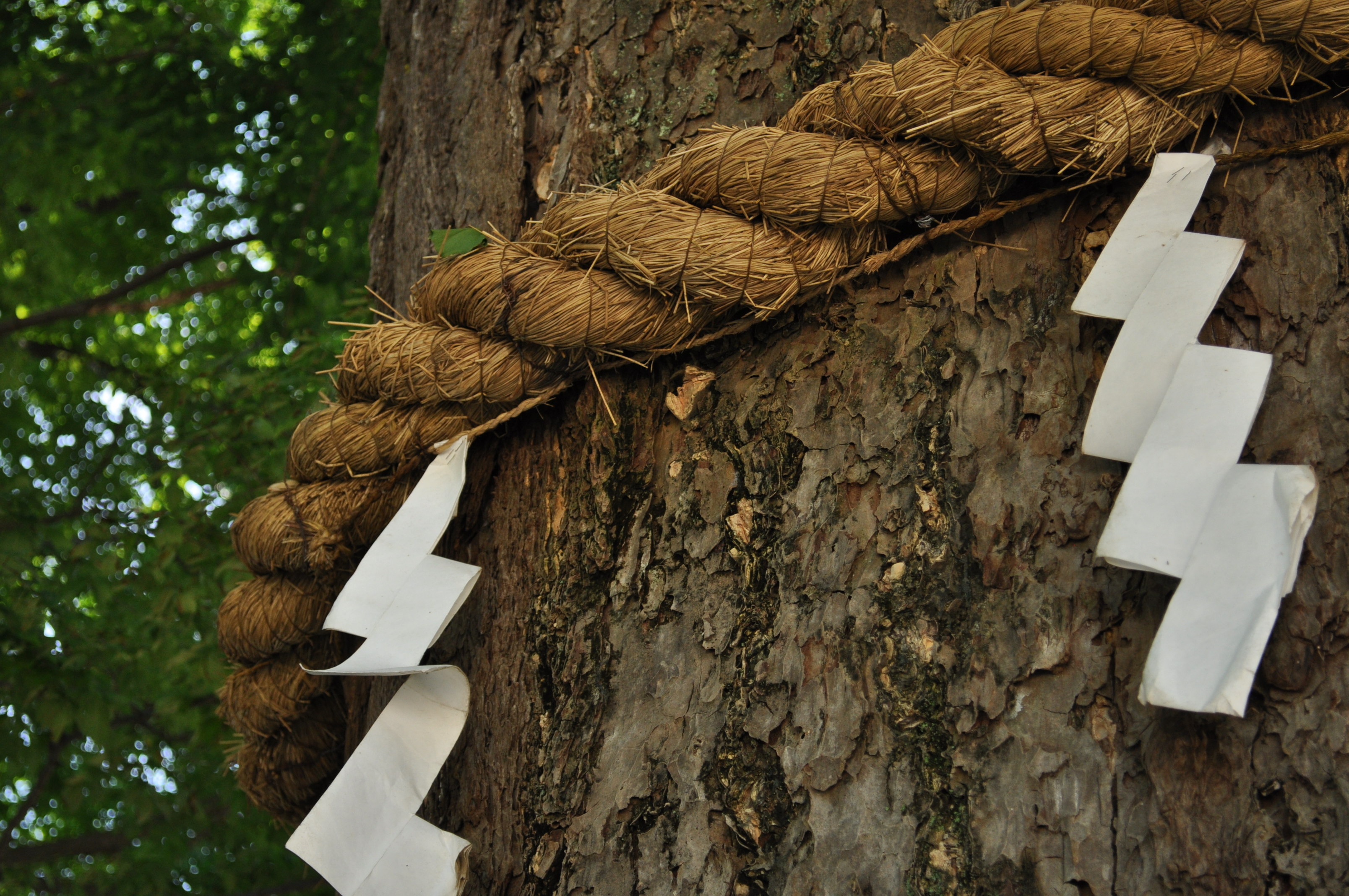
يتم لف حبل "شيميناوا" حول شجرة الوصي المقدسة في أحد مزارات هاتشيمان في اليابان.

تعد الأشجار المقدسة، التي تسمى شينبوكو، جزءًا متأصلًا بعمق في الثقافة اليابانية التي نظرت إلى نفسها تاريخيًا على أنها متحدة مع الطبيعة، وليست منفصلة عن الطبيعة؛ وبالتالي، فإن الاعتراف بقدسية الأشجار والأحجار والجبال والغابات والعناصر كان موضوعًا ثابتًا نسبيًا في الثقافة اليابانية منذ آلاف السنين. في اليابان حاليًا، الشينبوكو عبارة عن أشجار تسكنها كامي (أرواح أو آلهة) ويمكن العثور عليها بسهولة في العديد من مزارات الشنتو البالغ عددها 100,000 الموجودة في جميع أنحاء البلاد. على الرغم من أن أي شجرة يمكن أن تصبح شينبوكو من الناحية الفنية من خلال عملية طقوس الشنتو المتمثلة في دعوة كامي للسكن فيها، فإن معظم الشينبوكو هي أمثلة كبيرة بشكل خاص أو مثيرة للاهتمام من الناحية الجمالية للأنواع المستوطنة مثل الكافور أو الجنكة أو الأرز الياباني. ويقدر عمر أقدم شينبوكو بعدة آلاف من السنين. نظرًا لأنه يُنظر إلى الشينبوكو على أنها ملاذات حرفية، يسكنها كامي، فهي محمية باعتبارها تجسيدًا ماديًا وروحيًا للطبيعة الإلهية. في معظم الحالات، يمكن التعرف على الشينبوكو بسهولة عن طريق حبل القش أو القنب الذي يسمى شيميناوا والذي يتم لفه عادةً حول الشجرة؛ يعمل الحبل كعلامة على قدسية الشجرة، وأيضًا كحاجز وقائي بين عالم الروح وعالم الإنسان.
بالإضافة إلى الشينبوكو الفردية، غالبًا ما تكون الأضرحة والمعابد البوذية محاطة بغابات مقدسة تسمى تشينجو نو موري، والتي تعتبر غابات مقدسة حيث يسكن الكامي، بما في ذلك أرواح الأجداد.

### الكورية

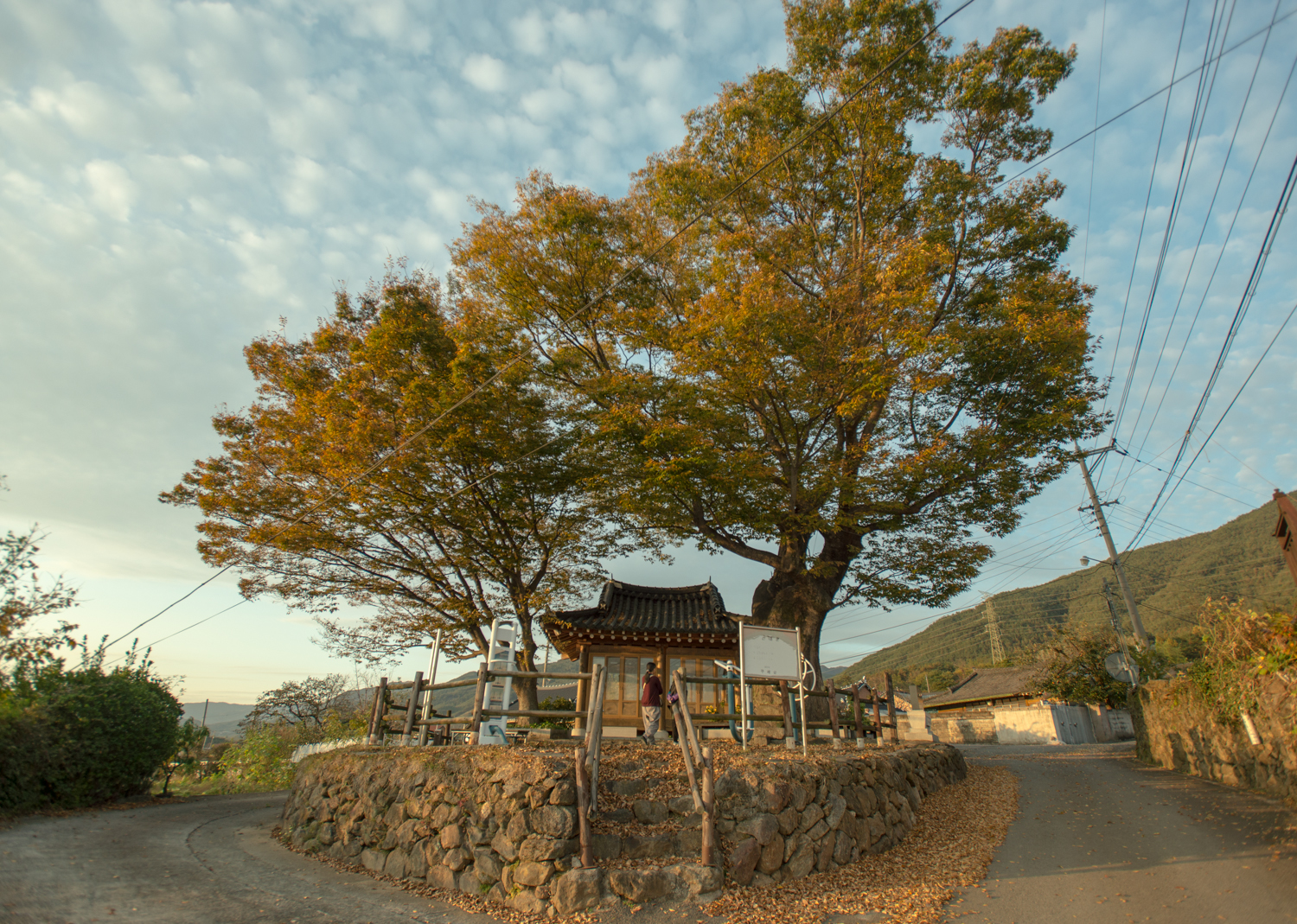
شجرة "دانغسان نامو" المقدسة من فصيلة زيلكوفا، في قرية سوهان، كوريا.

في كوريا، تعتبر الأنواع مثل زيلكوفا مشرشر وصنوبر كوريينسيس والجنكة بيلوبا رمزًا لحماية القرى منذ العصور القديمة، ولا يزال من الممكن العثور عليها مزروعة في نقاط مركزية في المدن والبلدات والقرى في جميع أنحاء البلاد. غالبًا ما تقف الأشجار، التي يشار إليها باسم دانغسان نامو (شجرة الإله)، بجوار أجنحة مباني صغيرة، لتكون بمثابة نقاط تجمع غير رسمية مظللة، ومساحات للطقوس والاحتفالات التقليدية التي تتضمن الصلاة وتقديم العروض للشجرة. ويقدر عمر أقدم هذه الأشجار بما يزيد عن 1000 عام، وهي محمية كمعالم طبيعية بموجب القانون الكوري.
في عام 2013، أعلن المعهد الكوري لأبحاث الغابات عن مشروع لاستنساخ أشجار الزيلكوفا والصنوبر والجنكة المقدسة التي تم تحديدها كمعالم طبيعية، لذلك لن تضيع نسبها في حالة وقوع كارثة أو موتها بسبب تقدمها بالعمر.

### الفلبينية
الباتالا، المعتقدات الدينية الأصلية للفلبين التي كانت تمارس في الفلبين ما قبل الاستعمار، هي مزيج من المعتقدات الهندوسية البوذية والمحلية التي تؤمن بالأرواح التي تحل في كل شيء مثل الأنيتو، وكالأشجار فتخلع عليها قداسة ما. وعادة ما تضيف الأضرحة والأراضي المقدسة الفلبينية الأصلية الأشجار المقدسة.